# Fußball-Regionalliga Berlino 1963-1964

## Stagione
Il Tasmania Berlino vince il campionato e si qualifica per gli spareggi promozione. L'Union 06 Berlino retrocede in 1. Amateurliga.

## Squadre partecipanti
| Club                   | Stagione | Città   | Stadio | Stagione precedente |
| ---------------------- | -------- | ------- | ------ | ------------------- |
| Berliner SV 1892       | dettagli | Berlino |        |                     |
| Blau-Weiß Berlin       | dettagli | Berlino |        |                     |
| Hertha Zehlendorf      | dettagli | Berlino |        |                     |
| Reinickendorfer Füchse | dettagli | Berlino |        |                     |
| Spandauer              | dettagli | Berlino |        |                     |
| Südring Berlino        | dettagli | Berlino |        |                     |
| Tasmania Berlino       | dettagli | Berlino |        |                     |
| TeBe Berlino           | dettagli | Berlino |        |                     |
| Union 06 Berlino       | dettagli | Berlino |        |                     |
| Wacker 04 Berlino      | dettagli | Berlino |        |                     |

## Allenatori e primatisti
| Squadra                 | Allenatore           | Giocatore più presente (tra parentesi il numero delle presenze) | Capocannoniere (tra parentesi il numero dei gol segnati) |
| ----------------------- | -------------------- | --------------------------------------------------------------- | -------------------------------------------------------- |
| Berliner SV 1892        |                      |                                                                 |                                                          |
| Blau-Weiss Berlin       |                      |                                                                 |                                                          |
| Hertha Zehlendorf       | Gerhard Schulte      |                                                                 |                                                          |
| Reinickendorfer Füchse  |                      |                                                                 |                                                          |
| Spandau                 | Heinz-Ludwig Schmidt |                                                                 |                                                          |
| Südring Berlino         |                      |                                                                 |                                                          |
| Tasmania Berlino        | Gunther Baumann      |                                                                 |                                                          |
| Tennis Borussia Berlino | Fritz Wilde          |                                                                 |                                                          |
| Union 06 Berlino        |                      |                                                                 |                                                          |
| Wacker Berlino          |                      |                                                                 |                                                          |

## Classifica finale
|  | Pos. | Squadra                | Pt | G  | V  | N | P  | GF | GS | QR   |
|  | ---- | ---------------------- | -- | -- | -- | - | -- | -- | -- | ---- |
|  | 1.   | Tasmania Berlino       | 46 | 27 | 21 | 4 | 2  | 73 | 22 | 3,32 |
|  | 2.   | TeBe Berlino           | 42 | 27 | 19 | 4 | 4  | 73 | 22 | 3,32 |
|  | 3.   | Wacker 04 Berlino      | 34 | 27 | 15 | 4 | 8  | 52 | 45 | 1,16 |
|  | 4.   | Spandauer              | 33 | 27 | 13 | 7 | 7  | 63 | 41 | 1,54 |
|  | 5.   | Blau-Weiß Berlin       | 23 | 27 | 9  | 5 | 13 | 37 | 55 | 0,67 |
|  | 6.   | Hertha Zehlendorf      | 22 | 27 | 11 | 2 | 14 | 46 | 47 | 0,98 |
|  | 7.   | Reinickendorfer Füchse | 21 | 27 | 8  | 5 | 14 | 31 | 46 | 0,67 |
|  | 8.   | Berliner SV 1892       | 19 | 27 | 6  | 7 | 14 | 28 | 49 | 0,57 |
|  | 9.   | Südring Berlino        | 17 | 27 | 7  | 3 | 17 | 36 | 64 | 0,56 |
|  | 10.  | Union 06 Berlino       | 11 | 27 | 4  | 3 | 20 | 23 | 71 | 0,32 |

Legenda:
      Ammesse agli spareggi promozione
      Retrocesse in 1. Amateurliga 1964-1965.
 Retrocessione diretta.
Regolamento:
Due punti a vittoria, uno a pareggio, zero a sconfitta.

## Risultati

### Tabellone
Ogni riga indica i risultati casalinghi della squadra segnata a inizio della riga, contro le squadre segnate colonna per colonna (che invece avranno giocato l'incontro in trasferta). Al contrario, leggendo la colonna di una squadra si avranno i risultati ottenuti dalla stessa in trasferta, contro le squadre segnate in ogni riga, che invece avranno giocato l'incontro in casa.
|                         | Ber  | Bla  | Her  | Rei  | Spa  | Süd  | Tas  | Ten  | Uni  | Wac  |
| ----------------------- | ---- | ---- | ---- | ---- | ---- | ---- | ---- | ---- | ---- | ---- |
| Berliner SV 1892        | –––– | 2-2  | 1-1  | 4-0  | 4-1  | 3-2  | 0-2  | 2-5  | 1-0  | 0-2  |
| Blau-Weiss Berlin       | 0-0  | –––– | 4-1  | 1-1  | 1-5  | 3-2  | 0-3  | 1-0  | 3-1  | 1-2  |
| Hertha Zehlendorf       | 3-0  | -    | –––– | -    | 1-3  | -    | 1-2  | 0-4  | 6-1  | 4-1  |
| Reinickendorfer Füchse  | -    | 2-0  | 1-0  | –––– | 0-0  | 1-0  | 2-4  | 1-3  | 0-1  | 2-2  |
| Spandau                 | 4-0  | 3-2  | 4-1  | 2-0  | –––– | 4-0  | 1-1  | -    | 1-1  | -    |
| Südring Berlino         | 2-0  | 5-2  | 0-3  | -    | 1-4  | –––– | 0-3  | 0-6  | 1-2  | 1-4  |
| Tasmania Berlino        | 6-0  | 4-0  | 3-1  | 3-0  | 1-1  | 4-2  | –––– | 0-2  | -    | 1-2  |
| Tennis Borussia Berlino | 0-0  | 0-0  | 2-1  | 1-2  | 2-1  | 4-2  | 2-2  | –––– | 2-0  | 0-1  |
| Union 06 Berlino        | 0-0  | 1-4  | 1-5  | 1-1  | 1-5  | 0-3  | 0-8  | 1-5  | –––– | 1-2  |
| Wacker Berlino          | 2-1  | 5-2  | 1-2  | 2-0  | 3-3  | 2-5  | 2-4  | 1-2  | 5-4  | –––– |

### Calendario
| andata (1ª) | andata (1ª) | 1ª giornata                              | ritorno (11ª) | ritorno (11ª) |
|             |             |                                          |               |               |
| 11 ago.     | 1-0         | Blau-Weiss Berlin-Südring Berlino        | 0-0           | 10 nov.       |
| 11 ago.     | 1-0         | Tasmania Berlino-Hertha Zehlendorf       | 2-1           | 10 nov.       |
| 11 ago.     | 0-0         | Tennis Borussia Berlino-Berliner SV 1892 | n.d.          |               |
| 11 ago.     | 1-5         | Union 06 Berlino-Spandau                 | n.d.          |               |
| 11 ago.     | 2-0         | Wacker Berlino-Reinickendorfer Füchse    | 2-2           | 10 nov.       |

| andata (2ª) | andata (2ª) | 2ª giornata                                    | ritorno (12ª) | ritorno (12ª) |
|             |             |                                                |               |               |
| 25 ago.     | 0-2         | Berliner SV 1892-Tasmania Berlino              | 0-6           | 17 nov.       |
| 25 ago.     | 4-1         | Hertha Zehlendorf-Wacker Berlino               | 5-1           | 17 nov.       |
| 25 ago.     | 1-5         | Reinickendorfer Füchse-Tennis Borussia Berlino | 2-1           | 17 nov.       |
| 25 ago.     | 3-2         | Spandau-Blau-Weiss Berlin                      | 5-1           | 17 nov.       |
| 25 ago.     | 1-2         | Südring Berlino-Union 06 Berlino               | 5-2           | 17 nov.       |

| andata (1ª) | andata (1ª) | 1ª giornata                              | ritorno (11ª) | ritorno (11ª) |
|             |             |                                          |               |               |
| 11 ago.     | 1-0         | Blau-Weiss Berlin-Südring Berlino        | 0-0           | 10 nov.       |
| 11 ago.     | 1-0         | Tasmania Berlino-Hertha Zehlendorf       | 2-1           | 10 nov.       |
| 11 ago.     | 0-0         | Tennis Borussia Berlino-Berliner SV 1892 | n.d.          |               |
| 11 ago.     | 1-5         | Union 06 Berlino-Spandau                 | n.d.          |               |
| 11 ago.     | 2-0         | Wacker Berlino-Reinickendorfer Füchse    | 2-2           | 10 nov.       |

| andata (2ª) | andata (2ª) | 2ª giornata                                    | ritorno (12ª) | ritorno (12ª) |
|             |             |                                                |               |               |
| 25 ago.     | 0-2         | Berliner SV 1892-Tasmania Berlino              | 0-6           | 17 nov.       |
| 25 ago.     | 4-1         | Hertha Zehlendorf-Wacker Berlino               | 5-1           | 17 nov.       |
| 25 ago.     | 1-5         | Reinickendorfer Füchse-Tennis Borussia Berlino | 2-1           | 17 nov.       |
| 25 ago.     | 3-2         | Spandau-Blau-Weiss Berlin                      | 5-1           | 17 nov.       |
| 25 ago.     | 1-2         | Südring Berlino-Union 06 Berlino               | 5-2           | 17 nov.       |

| andata (3ª) | andata (3ª) | 3ª giornata                               | ritorno (10ª) | ritorno (10ª) |
|             |             |                                           |               |               |
| 1 set.      | 0-4         | Hertha Zehlendorf-Tennis Borussia Berlino | 1-2           | 27 ott.       |
| 1 set.      | 5-1         | Spandau-Reinickendorfer Füchse            | 0-0           | 27 ott.       |
| 1 set.      | 4-2         | Tasmania Berlino-Südring Berlino          | 3-0           | 27 ott.       |
| 1 set.      | 0-0         | Union 06 Berlino-Berliner SV 1892         | 0-1           | 27 ott.       |
| 1 set.      | 5-2         | Wacker Berlino-Blau-Weiss Berlin          | 2-1           | 27 ott.       |

| andata (4ª) | andata (4ª) | 4ª giornata                               | ritorno (13ª) | ritorno (13ª) |
|             |             |                                           |               |               |
| 8 set.      | 0-1         | Berliner SV 1892-Reinickendorfer Füchse   | n.d.          |               |
| 8 set.      | 1-0         | Blau-Weiss Berlin-Tennis Borussia Berlino | 4-1           | 24 nov.       |
| 8 set.      | 1-1         | Südring Berlino-Hertha Zehlendorf         | n.d.          |               |
| 8 set.      | 0-8         | Union 06 Berlino-Tasmania Berlino         | n.d.          |               |
| 8 set.      | 1-1         | Wacker Berlino-Spandau                    | n.d.          |               |

| andata (3ª) | andata (3ª) | 3ª giornata                               | ritorno (10ª) | ritorno (10ª) |
|             |             |                                           |               |               |
| 1 set.      | 0-4         | Hertha Zehlendorf-Tennis Borussia Berlino | 1-2           | 27 ott.       |
| 1 set.      | 5-1         | Spandau-Reinickendorfer Füchse            | 0-0           | 27 ott.       |
| 1 set.      | 4-2         | Tasmania Berlino-Südring Berlino          | 3-0           | 27 ott.       |
| 1 set.      | 0-0         | Union 06 Berlino-Berliner SV 1892         | 0-1           | 27 ott.       |
| 1 set.      | 5-2         | Wacker Berlino-Blau-Weiss Berlin          | 2-1           | 27 ott.       |

| andata (4ª) | andata (4ª) | 4ª giornata                               | ritorno (13ª) | ritorno (13ª) |
|             |             |                                           |               |               |
| 8 set.      | 0-1         | Berliner SV 1892-Reinickendorfer Füchse   | n.d.          |               |
| 8 set.      | 1-0         | Blau-Weiss Berlin-Tennis Borussia Berlino | 4-1           | 24 nov.       |
| 8 set.      | 1-1         | Südring Berlino-Hertha Zehlendorf         | n.d.          |               |
| 8 set.      | 0-8         | Union 06 Berlino-Tasmania Berlino         | n.d.          |               |
| 8 set.      | 1-1         | Wacker Berlino-Spandau                    | n.d.          |               |

| andata (5ª) | andata (5ª) | 5ª giornata                            | ritorno (15ª) | ritorno (15ª) |
|             |             |                                        |               |               |
| 15 set.     | 3-1         | Blau-Weiss Berlin-Union 06 Berlino     | n.d.          |               |
| 15 set.     | 3-0         | Hertha Zehlendorf-Berliner SV 1892     | n.d.          |               |
| 15 set.     | 1-0         | Reinickendorfer Füchse-Südring Berlino | 1-1           | 8 dic.        |
| 15 set.     | 1-1         | Spandau-Tasmania Berlino               | 1-1           | 8 dic.        |
| 15 set.     | 0-1         | Tennis Borussia Berlino-Wacker Berlino | 2-1           | 8 dic.        |

| andata (6ª) | andata (6ª) | 6ª giornata                              | ritorno (14ª) | ritorno (14ª) |
|             |             |                                          |               |               |
| 22 set.     | 4-1         | Berliner SV 1892-Spandau                 | 1-2           | 1 dic.        |
| 22 set.     | 1-0         | Reinickendorfer Füchse-Hertha Zehlendorf | n.d.          |               |
| 22 set.     | 0-6         | Südring Berlino-Tennis Borussia Berlino  | 2-4           | 1 dic.        |
| 22 set.     | 4-0         | Tasmania Berlino-Blau-Weiss Berlin       | 3-0           | 1 dic.        |
| 22 set.     | 1-2         | Union 06 Berlino-Wacker Berlino          | 1-0           | 1 dic.        |

| andata (5ª) | andata (5ª) | 5ª giornata                            | ritorno (15ª) | ritorno (15ª) |
|             |             |                                        |               |               |
| 15 set.     | 3-1         | Blau-Weiss Berlin-Union 06 Berlino     | n.d.          |               |
| 15 set.     | 3-0         | Hertha Zehlendorf-Berliner SV 1892     | n.d.          |               |
| 15 set.     | 1-0         | Reinickendorfer Füchse-Südring Berlino | 1-1           | 8 dic.        |
| 15 set.     | 1-1         | Spandau-Tasmania Berlino               | 1-1           | 8 dic.        |
| 15 set.     | 0-1         | Tennis Borussia Berlino-Wacker Berlino | 2-1           | 8 dic.        |

| andata (6ª) | andata (6ª) | 6ª giornata                              | ritorno (14ª) | ritorno (14ª) |
|             |             |                                          |               |               |
| 22 set.     | 4-1         | Berliner SV 1892-Spandau                 | 1-2           | 1 dic.        |
| 22 set.     | 1-0         | Reinickendorfer Füchse-Hertha Zehlendorf | n.d.          |               |
| 22 set.     | 0-6         | Südring Berlino-Tennis Borussia Berlino  | 2-4           | 1 dic.        |
| 22 set.     | 4-0         | Tasmania Berlino-Blau-Weiss Berlin       | 3-0           | 1 dic.        |
| 22 set.     | 1-2         | Union 06 Berlino-Wacker Berlino          | 1-0           | 1 dic.        |

| andata (7ª) | andata (7ª) | 7ª giornata                              | ritorno (16ª) | ritorno (16ª) |
|             |             |                                          |               |               |
| 29 set.     | 0-2         | Hertha Zehlendorf-Union 06 Berlino       | 3-0           | 5 gen.        |
| 29 set.     | 2-0         | Reinickendorfer Füchse-Blau-Weiss Berlin | 0-2           | 5 gen.        |
| 29 set.     | 2-0         | Südring Berlino-Berliner SV 1892         | n.d.          |               |
| 29 set.     | 2-1         | Tennis Borussia Berlino-Spandau          | n.d.          |               |
| 29 set.     | 2-4         | Wacker Berlino-Tasmania Berlino          | n.d.          |               |

| andata (8ª) | andata (8ª) | 8ª giornata                              | ritorno (27ª) | ritorno (27ª) |
|             |             |                                          |               |               |
| 6 ott.      | 0-2         | Berliner SV 1892-Wacker Berlino          | n.d.          |               |
| 6 ott.      | 4-1         | Blau-Weiss Berlin-Hertha Zehlendorf      | n.d.          |               |
| 6 ott.      | 4-0         | Spandau-Südring Berlino                  | 3-3           | 10 mag.       |
| 6 ott.      | 3-0         | Tasmania Berlino-Reinickendorfer Füchse  | n.d.          |               |
| 6 ott.      | 2-0         | Tennis Borussia Berlino-Union 06 Berlino | 5-1           | 10 mag.       |

| andata (7ª) | andata (7ª) | 7ª giornata                              | ritorno (16ª) | ritorno (16ª) |
|             |             |                                          |               |               |
| 29 set.     | 0-2         | Hertha Zehlendorf-Union 06 Berlino       | 3-0           | 5 gen.        |
| 29 set.     | 2-0         | Reinickendorfer Füchse-Blau-Weiss Berlin | 0-2           | 5 gen.        |
| 29 set.     | 2-0         | Südring Berlino-Berliner SV 1892         | n.d.          |               |
| 29 set.     | 2-1         | Tennis Borussia Berlino-Spandau          | n.d.          |               |
| 29 set.     | 2-4         | Wacker Berlino-Tasmania Berlino          | n.d.          |               |

| andata (8ª) | andata (8ª) | 8ª giornata                              | ritorno (27ª) | ritorno (27ª) |
|             |             |                                          |               |               |
| 6 ott.      | 0-2         | Berliner SV 1892-Wacker Berlino          | n.d.          |               |
| 6 ott.      | 4-1         | Blau-Weiss Berlin-Hertha Zehlendorf      | n.d.          |               |
| 6 ott.      | 4-0         | Spandau-Südring Berlino                  | 3-3           | 10 mag.       |
| 6 ott.      | 3-0         | Tasmania Berlino-Reinickendorfer Füchse  | n.d.          |               |
| 6 ott.      | 2-0         | Tennis Borussia Berlino-Union 06 Berlino | 5-1           | 10 mag.       |

| \| andata (9ª) \| andata (9ª) \| 9ª giornata \| ritorno (16ª) \| ritorno (16ª) \| \| \| \| \| \| \| \| 13 ott. \| 2-2 \| Berliner SV 1892-Blau-Weiss Berlin \| 0-0 \| 5 gen. \| \| 13 ott. \| 4-1 \| Spandau-Hertha Zehlendorf \| n.d. \| \| \| 13 ott. \| 1-4 \| Südring Berlino-Wacker Berlino \| n.d. \| \| \| 13 ott. \| 0-2 \| Tasmania Berlino-Tennis Borussia Berlino \| 2-2 \| 5 gen. \| \| 13 ott. \| 1-1 \| Union 06 Berlino-Reinickendorfer Füchse \| 4-5 \| 5 gen. \| |             |                                          |               |               |
| andata (9ª) | andata (9ª) | 9ª giornata                              | ritorno (16ª) | ritorno (16ª) |
| |             |                                          |               |               |
| 13 ott. | 2-2         | Berliner SV 1892-Blau-Weiss Berlin       | 0-0           | 5 gen.        |
| 13 ott. | 4-1         | Spandau-Hertha Zehlendorf                | n.d.          |               |
| 13 ott. | 1-4         | Südring Berlino-Wacker Berlino           | n.d.          |               |
| 13 ott. | 0-2         | Tasmania Berlino-Tennis Borussia Berlino | 2-2           | 5 gen.        |
| 13 ott. | 1-1         | Union 06 Berlino-Reinickendorfer Füchse  | 4-5           | 5 gen.        |

| andata (9ª) | andata (9ª) | 9ª giornata                              | ritorno (16ª) | ritorno (16ª) |
|             |             |                                          |               |               |
| 13 ott.     | 2-2         | Berliner SV 1892-Blau-Weiss Berlin       | 0-0           | 5 gen.        |
| 13 ott.     | 4-1         | Spandau-Hertha Zehlendorf                | n.d.          |               |
| 13 ott.     | 1-4         | Südring Berlino-Wacker Berlino           | n.d.          |               |
| 13 ott.     | 0-2         | Tasmania Berlino-Tennis Borussia Berlino | 2-2           | 5 gen.        |
| 13 ott.     | 1-1         | Union 06 Berlino-Reinickendorfer Füchse  | 4-5           | 5 gen.        |

## Statistiche

### Squadre

#### Capoliste solitarie
|    | —— | —— | ——               | —— | —— | —— | —— | —— | ——  | ——  | ——  | ——  | ——  | ——  | ——  | ——  | ——  | —— |  |
|    |    |    | Tasmania Berlino |    |    |    |    |    |     |     |     |     |     |     |     |     |     |    |  |
|    |    |    |                  |    |    |    |    |    |     |     |     |     |     |     |     |     |     |    |  |
|    |    |    |                  |    |    |    |    |    |     |     |     |     |     |     |     |     |     |    |  |
| 1ª | 2ª | 3ª | 4ª               | 5ª | 6ª | 7ª | 8ª | 9ª | 10ª | 11ª | 12ª | 13ª | 14ª | 15ª | 16ª | 17ª | 18ª |    |  |

#### Classifica in divenire
|                         | 1ª | 2ª | 3ª | 4ª | 5ª | 6ª | 7ª | 8ª | 9ª | 10ª | 11ª | 12ª | 13ª | 14ª | 15ª | 16ª | 17ª | 18ª |
|                         |    |    |    |    |    |    |    |    |    |     |     |     |     |     |     |     |     |     |
| ----------------------- | -- | -- | -- | -- | -- | -- | -- | -- | -- | --- | --- | --- | --- | --- | --- | --- | --- | --- |
| Berliner SV 1892        | 1  | 1  | 2  | 2  | 2  | 4  | 4  | 4  | 5  | 7   | 7   | 7   | 7   | 7   | 9   | 10  | 11  | 19  |
| Südring Berlino         | 0  | 0  | 0  | 1  | 1  | 1  | 3  | 3  | 3  | 3   | 5   | 7   | 7   | 7   | 7   | 7   | 9   | 17  |
| Blau-Weiss Berlin       | 2  | 2  | 2  | 4  | 6  | 6  | 6  | 8  | 9  | 9   | 10  | 10  | 12  | 12  | 13  | 14  | 14  | 23  |
| Hertha Zehlendorf       | -2 | 0  | 0  | 1  | 3  | 3  | 3  | 3  | 3  | 3   | 3   | 5   | 7   | 7   | 9   | 11  | 12  | 22  |
| Reinickendorfer Füchse  | 0  | 0  | 0  | 2  | 4  | 6  | 8  | 8  | 9  | 10  | 11  | 13  | 13  | 13  | 14  | 14  | 14  | 21  |
| Union 06 Berlino        | 0  | 2  | 3  | 3  | 3  | 3  | 5  | 5  | 6  | 6   | 6   | 6   | 6   | 8   | 8   | 8   | 9   | 11  |
| Spandau                 | 2  | 4  | 6  | 7  | 8  | 8  | 8  | 10 | 12 | 13  | 15  | 17  | 19  | 21  | 22  | 24  | 25  | 33  |
| Tasmania Berlino        | 2  | 4  | 6  | 8  | 9  | 11 | 13 | 15 | 15 | 17  | 19  | 21  | 23  | 25  | 26  | 27  | 27  | 46  |
| Tennis Borussia Berlino | 1  | 3  | 5  | 5  | 5  | 7  | 9  | 11 | 13 | 15  | 16  | 16  | 18  | 20  | 22  | 23  | 25  | 42  |
| Wacker Berlino          | 2  | 2  | 4  | 5  | 7  | 9  | 9  | 11 | 13 | 15  | 16  | 16  | 16  | 18  | 18  | 20  | 22  | 34  |

#### Classifiche di rendimento

##### Rendimento andata-ritorno
| Andata                  | Andata | Ritorno                 | Ritorno |
|                         |        |                         |         |
| Tasmania Berlino        | 23     | Tennis Borussia Berlino | 24      |
| Spandau                 | 19     | Tasmania Berlino        | 23      |
| Tennis Borussia Berlino | 18     | Wacker Berlino          | 18      |
| Wacker Berlino          | 16     | Hertha Zehlendorf       | 15      |
| Reinickendorfer Füchse  | 13     | Spandau                 | 14      |
| Blau-Weiss Berlin       | 12     | Berliner SV 1892        | 12      |
| Hertha Zehlendorf       | 9      | Blau-Weiss Berlin       | 11      |
| Südring Berlino         | 7      | Südring Berlino         | 10      |
| Berliner SV 1892        | 7      | Reinickendorfer Füchse  | 8       |
| Union 06 Berlino        | 6      | Union 06 Berlino        | 5       |

##### Rendimento casa-trasferta
| Casa                    | Casa | Trasferta               | Trasferta |
|                         |      |                         |           |
| Tasmania Berlino        | 22   | Tasmania Berlino        | 24        |
| Spandau                 | 19   | Tennis Borussia Berlino | 23        |
| Tennis Borussia Berlino | 19   | Wacker Berlino          | 17        |
| Wacker Berlino          | 17   | Spandau                 | 14        |
| Blau-Weiss Berlin       | 15   | Hertha Zehlendorf       | 10        |
| Hertha Zehlendorf       | 14   | Südring Berlino         | 9         |
| Berliner SV 1892        | 12   | Reinickendorfer Füchse  | 9         |
| Reinickendorfer Füchse  | 12   | Blau-Weiss Berlin       | 8         |
| Südring Berlino         | 8    | Union 06 Berlino        | 7         |
| Union 06 Berlino        | 4    | Berliner SV 1892        | 7         |

#### Primati stagionali
Squadre
- Maggior numero di vittorie: Tasmania Berlino (21)
- Maggior numero di pareggi: Spandau, Berliner SV 1892 (7)
- Maggior numero di sconfitte: Union 06 Berlino (20)
- Minor numero di vittorie: Union 06 Berlino (4)
- Minor numero di pareggi: Hertha Zehlendorf (2)
- Minor numero di sconfitte: Tasmania Berlino (2)
- Miglior attacco: Tasmania Berlino, Tennis Borussia Berlino (73 gol fatti)
- Peggior attacco: Union 06 Berlino (23 gol fatti)
- Miglior difesa: Tasmania Berlino, Tennis Borussia Berlino (22 gol subiti)
- Peggior difesa: Union 06 Berlino (71 gol subiti)
- Miglior differenza reti: Tasmania Berlino, Tennis Borussia Berlino (+51)
- Peggior differenza reti: Union 06 Berlino (-48)
- Miglior serie positiva: Spandau (11, 8ª-18ª)
- Peggior serie negativa: Hertha Zehlendorf (6, 6ª-11ª)
- Maggior numero di vittorie consecutive: Tennis Borussia Berlino (5, 6ª-10ª) , Tasmania Berlino (5, 10ª-14ª)

Partite
- Più gol (9):

Wacker Berlino-Union 06 Berlino 5-4, 5 gennaio 1964
- Maggior scarto di gol (6): Tasmania Berlino-Berliner SV 1892 6-0
- Maggior numero di reti in una giornata: 28 gol nella 12ª giornata
- Minor numero di reti in una giornata: 10 gol nella 10ª giornata, 10 gol nella 1ª giornata